# Wolnrabescher Freihof

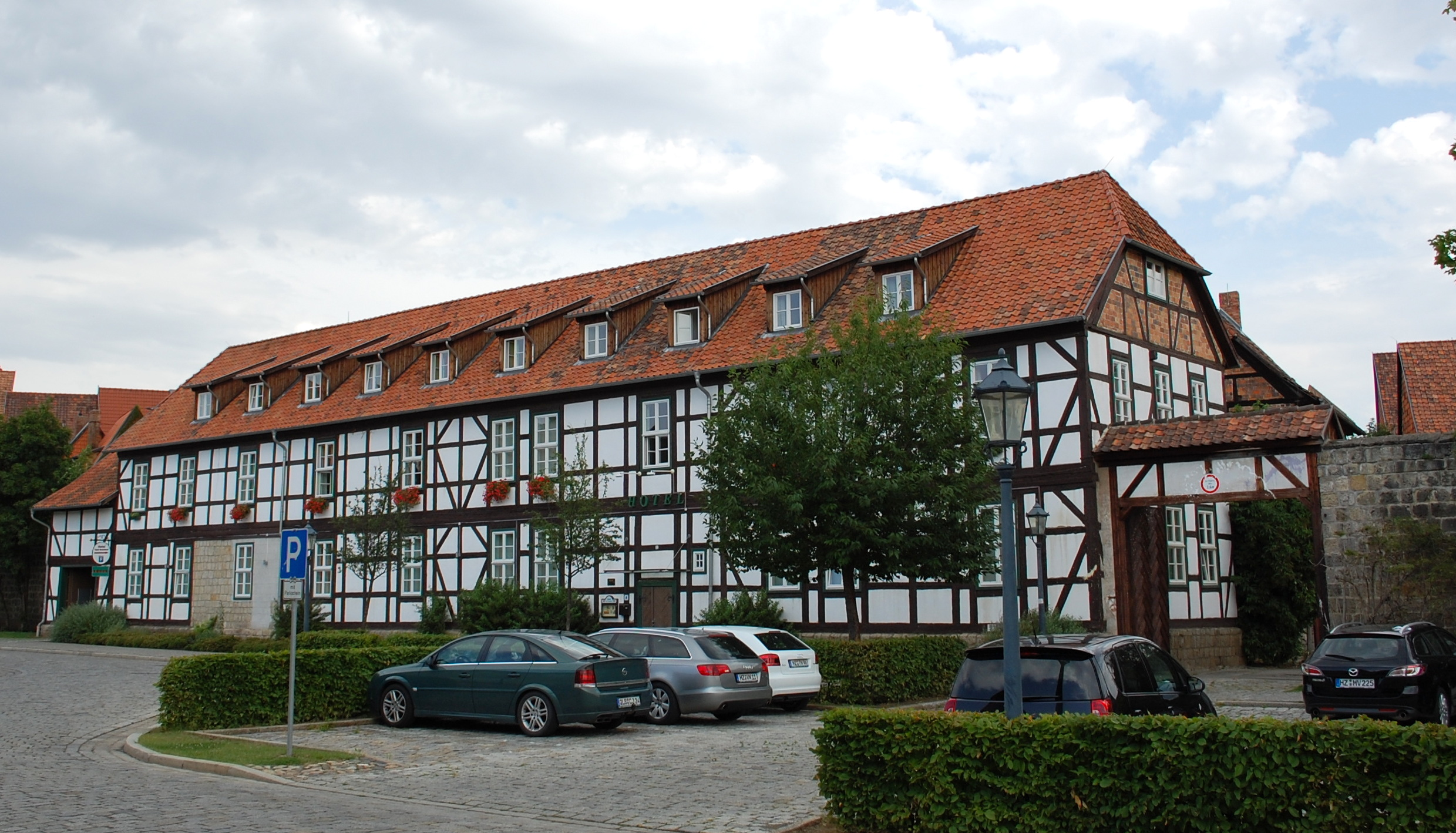
Gebäude Carl-Ritter-Straße 1

Der Wolnrabesche Freihof ist ein denkmalgeschütztes ehemaliges Vorwerk in der Stadt Quedlinburg in Sachsen-Anhalt. 

## Lage
Das Anwesen befindet sich an der Adresse Carl-Ritter-Straße 1 im südlichen Teil der historischen Quedlinburger Altstadt. Es ist im Quedlinburger Denkmalverzeichnis als Vorwerk eingetragen und gehört zum UNESCO-Weltkulturerbe. In der Vergangenheit wurde im Denkmalverzeichnis auch die Adresse Blasiistraße 13 mit für das Anwesen angegeben.

## Architektur und Geschichte
Zum Hof gehören mehrere historische Fachwerkhäuser. Ältester Bau ist ein aus der Zeit des Spätbarock stammender langgezogener Fachwerkbau aus dem bauinschriftlich belegtem Jahr 1795. Um 1800 entstand ein ehemaliger Fachwerkspeicher, der in späterer Zeit zum Wohnhaus umgebaut wurde. Ein weiteres Fachwerkhaus befindet sich im Hof und wurde Anfang des 19. Jahrhunderts errichtet.
Der Hof liegt unmittelbar an der südlichen Stadtmauer der historischen Quedlinburger Stadtbefestigung. Zum Teil ersetzt die Bebauung die ehemalige Stadtmauer, andere Teile wurden als Grundstückseinfriedung genutzt. An der Ostseite des Areals findet sich eine neuere Toranlage. Ein ursprünglich zum Vorwerk gehörender Taubenturm gehört heute zum Grundstück Wordgasse 4.
Ab 1922 fanden im Bereich zur Carl-Ritter-Straße hin zeitweise Gottesdienste der jüdischen Gemeinde Quedlinburgs statt.
Im Areal befindet sich heute das zur benachbarten Brauerei Lüdde gehörende Hotel „Zum Brauhaus“.